# Homer Hickam
Homer Hadley Hickam Jr. (nascido em 19 de fevereiro de 1943) é um escritor estadunidense, mais conhecido pelo seu romance autobiográfico Rocket Boys, da série Coalwood, que deu origem ao filme October Sky.

## Vida e obra
Homer H. Hickam é o segundo filho de Homer, Sr. e Elsie Hickam, e foi criado em Coalwood, West Virginia. Quando freqüentava o segundo grau, Homer construiu muitos pequenos foguetes,, junto com seus amigos. Graduou-se da Big Creek High School em 1960 e da Virginia Polytechnic Institute and State University (mais tarde conhecida como Virginia Tech) em 1964 com o grau de de BS (Bachelor of Arts) em engenharia industrial. Veterano do exército estado-unidense, Hickam serviu como Primeiro-Tenente na 4ª. Divisão de Infantaria no Vietnã no período de 1967-1968, sendo condecorado com a medalha da Estrela de Bronze. Depois de servir por seis anos, deixou o serviço ativo na classe de capitão.
Hickam tem sido um escritor desde 1969, depois de seu retorno do Vietnã. Inicialmente escreveu suas aventuras de mergulho com scuba para diversas revistas. Então, depois de mergulhar em muitos navios naufragados, seu foco narrativo voltou-se para a batalha contra os submarinos nazistas ao longo da costa leste dos Estados Unidos, durante a Segunda Guerra Mundial. Seu primeiro livro, Torpedo Junction (1989), publicado pelo Naval Institute Press, tornou-se um bestseller, com a narrativa de uma história militar baseada em suas pesquisas sobre os ataques de um submarino alemão. 
Hickam trabalhou como engenheiro para o U.S. Army Missile Command de 1971 a 1981 em bases militares em Huntsville e na Alemanha. Em 1981 começou a trabalhar como engenheiro aeroespacial,  para a NASA no Marshall Space Flight Center. Durante sua carreira na NASA, Hickam trabalhou em desenho de espaçonaves e treinamento de tripulação. Entre outras, suas especialidades incluíram o treinamento de astronautas em cargas científicas e atividades extra-veiculares (AEV).
Antes de sua aposentadoria em 1998, a  Delacorte Press publicou o seu segundo livro, Rocket Boys: A Memoir, a história de sua vida na pequena cidade de Coalwood, West Virginia. Este começou como um artigo de preenchimento para a revista Air & Space, no qual escrevia sobre suas atividades na década de 1950, lançando foguetes caseiros em Coalwood. Mais tarde expandiu o artigo para um romance. Rapidamente tornou-se um livro muito popular. Rocket Boys foi então traduzido para oito línguas e também foi publicado como áudio-livro e como livro eletrônico, em versão resumida. Entre outras distinções, esse livro foi selecionado pelo New York Times como um dos "Grandes Livros de 1998" e foi seleção "Livro do Mês" para os clubes literários Literary Guild e Doubleday.  Rocket Boys também foi designado pelo National Book Critics Circle (Círculo Nacional de Críticos de Livros) como melhor biografia de 1998. Em fevereiro de 1999, a Universal Studios lançou o filme aclamado pela crítica October Sky, cujo título é um anagrama de Rocket Boys. Após o sucesso do filme, a editora Delacorte lançou uma edição de Rocket Boys no formato brochura, re-intitulada October Sky, que atingiu a primeira posição na lista de mais vendidos do New York Times. 
O primeiro romance de ficção de Hickam Back to the Moon (1999), que foi simultaneamente lançado como capa dura, áudio-livro e livro eletrônico, foi também traduzido para o chinês. É um romance de suspense sobre uma nova corrida espacial, repleta de informação privilegiada oriunda de seus anos de trabalho na NASA.
Hickam também escreveu dois outros livros de memórias na série "Coalwood": The Coalwood Way (2000) e Sky of Stone (2001), e está atualmente (2007) escrevendo a série de ficção histórica "Josh Thurlow": The Keeper's Son (2003) e The Ambassador's Son (2005).
Em fevereiro de 2007, Hickam anunciou que vai trabalhar com a turista espacial Anousheh Ansari em um livro sobre sua experiência. 
Em 1984, Hickam foi galardoado com a comenda Alabama's Distinguished Service Award pelo heroísmo demonstrado durante o esforço de salvamento da tripulação e passageiros de um barco a pedais afundado no rio Tennessee. Por ser portador dessa premiação, Hickam foi distinguido em 1996 pelo Comitê Olímpico dos Estados Unidos para transportar a tocha olímpica através da cidade de Huntsville, Alabama, em seu caminho para Atlanta. 
Em 1999, o Governador do Estado de West Virginia editou uma proclamação em honra de Hickam por seu apoio ao seu estado natal e sua destacada carreira tanto como engenheiro quanto escritor e instituiu um "Dia dos Rocket Boys" anual, em West Virginia.

## Família
Está casado com Linda Terry Hickam, artista e sua primeira editora e assistente. São apreciadores de gatos e repartem seu tempo entre suas casas em Alabama e nas Ilhas Virgens, no Caribe. Seu apelido quando jovem era "Sonny."

## Obras
A série Coalwood:
1. Rocket Boys (ISBN 0-385-33321-8) (no cinema: October Sky)
2. The Coalwood Way (ISBN 0-385-33516-4)
3. Sky of Stone (ISBN 0-440-24092-1)
4. We Are Not Afraid (ISBN 0-7573-0012-X)

A série Josh Thurlow:
1. The Ambassador's Son (O Filho do Embaixador) (ISBN 0-312-30192-8)
2. The Keeper's Son (O Filho do Vigia) (ISBN 0-312-30189-8)
3. Torpedo Junction (Junção do Torpedo)(ISBN 0-440-21027-5)

Histórias do Futuro e do Passado:
- Back to the Moon (De Volta para a Lua) (ISBN 0-385-33422-2)